# All Good Things (Come to an End)
Pour les articles homonymes, voir All Good Things.
Singles de Nelly Furtado
Promiscuous Say It Right
Pistes de Loose
Wait For You
All Good Things (Come to an End) est une chanson écrite par Nelly Furtado, Timbaland, Danja et Chris Martin pour l'album Loose de Nelly Furtado. C'est le troisième single extrait de l'album pour l'Europe, le quatrième pour les États-Unis.

## Développement
All Good Things (Come to an End) est conçue vers la fin de l'enregistrement de l'album Loose par Chris Martin du grouple Coldplay, un vieil ami de Nelly Furtado, et Timbaland. À la fin du mois d'avril 2007, une version espagnole de All Good Things (Come to an End) intitulée Lo Bueno siempre tiene un final est réalisée. Cette nouvelle version sort sur iTunes au mois de juin.

## Clip vidéo
Le clip de All Good Things (Come to an End) a été filmé à Porto Rico durant la même periode que la vidéo de Say It Right. Le clip met en scène une histoire d'amour entre Nelly Furtado et un mannequin masculin. L'essentiel de la vidéo se déroule sur une plage et dans une forêt, ce qui accentue le côté tropical et romantique de la chanson.

## Crédits
- Timbaland  – percussions
- Danja – claviers
- Dan Warner – guitare
- Nelly Furtado et Jim Beanz – chœurs
- Demacio « Demo » Castellon – enregistrement, ingénieurs du son, mixage audio
- James Roach, Kobla Tetey, Ben Jost et Vadim Chislov – ingénieur du son
- Marcella « Ms. Lago » Araica – enregistrement
- Jim Beanz – production vocale

Crédits issus de l'album Loose

## Classements et certifications

### Classements par pays
| Pays                              | Meilleure position | Certification |
| --------------------------------- | ------------------ | ------------- |
| Allemagne                         | 1                  |               |
| Australie                         | 12                 |               |
| Autriche                          | 1                  |               |
| Belgique (Flandre)                | 1                  | Or            |
| Belgique (Wallonie)               | 4                  | Or            |
| Canada                            | 5                  |               |
| Danemark                          | 1                  |               |
| Europe                            | 1                  |               |
| France                            | 6                  |               |
| Hongrie (Radio)                   | 1                  |               |
| Hongrie (Dance)                   | 1                  |               |
| Irlande                           | 8                  |               |
| Italie (Téléchargement numérique) | 1                  |               |
| Norvège                           | 1                  | Or            |
| Nouvelle-Zélande                  | 12                 |               |
| Pays-Bas                          | 1                  |               |
| Royaume-Uni                       | 4                  |               |
| Slovaquie                         | 1                  |               |
| Suède                             | 5                  | Or            |
| Suisse                            | 1                  | Platine       |
| États-Unis Billboard Hot 100      | 86                 |               |
| États-Unis Hot Dance Club Songs   | 1                  |               |

### Classements annuels
| Pays                | Meilleure position | Année | Période   |
| ------------------- | ------------------ | ----- | --------- |
| Royaume-Uni         | 120                | 2006  | 2005-2006 |
| Suisse              | 28                 | 2006  | 2005-2006 |
| Allemagne           | 2                  | 2007  | 2006-2007 |
| Australie           | 50                 | 2007  | 2006-2007 |
| Autriche            | 5                  | 2007  | 2006-2007 |
| Belgique (Flandre)  | 8                  | 2007  | 2006-2007 |
| Belgique (Wallonie) | 13                 | 2007  | 2006-2007 |
| France              | 31                 | 2007  | 2006-2007 |
| Hongrie             | 1                  | 2007  | 2006-2007 |
| Pays-Bas            | 9                  | 2007  | 2006-2007 |
| Royaume-Uni         | 115                | 2007  | 2006-2007 |
| Suède               | 42                 | 2007  | 2006-2007 |
| Suisse              | 4                  | 2007  | 2006-2007 |

### Classement décennal
| Pays      | Meilleure position | Année | Période   |
| --------- | ------------------ | ----- | --------- |
| Allemagne | 15                 | 2009  | 2000-2009 |

### Classement de tous les temps
| Pays               | Position |
| ------------------ | -------- |
| Belgique (Flandre) | 42       |
| Pays-Bas           | 80       |
| Suisse             | 38       |

## Historique de sortie
| Pays       | Date             | Format               |
| ---------- | ---------------- | -------------------- |
| Allemagne  | 17 novembre 2006 | Téléchargement légal |
| France     | 17 novembre 2006 | Téléchargement légal |
| États-Unis | 28 novembre 2006 | CD single            |